# De consensu evangelistarum

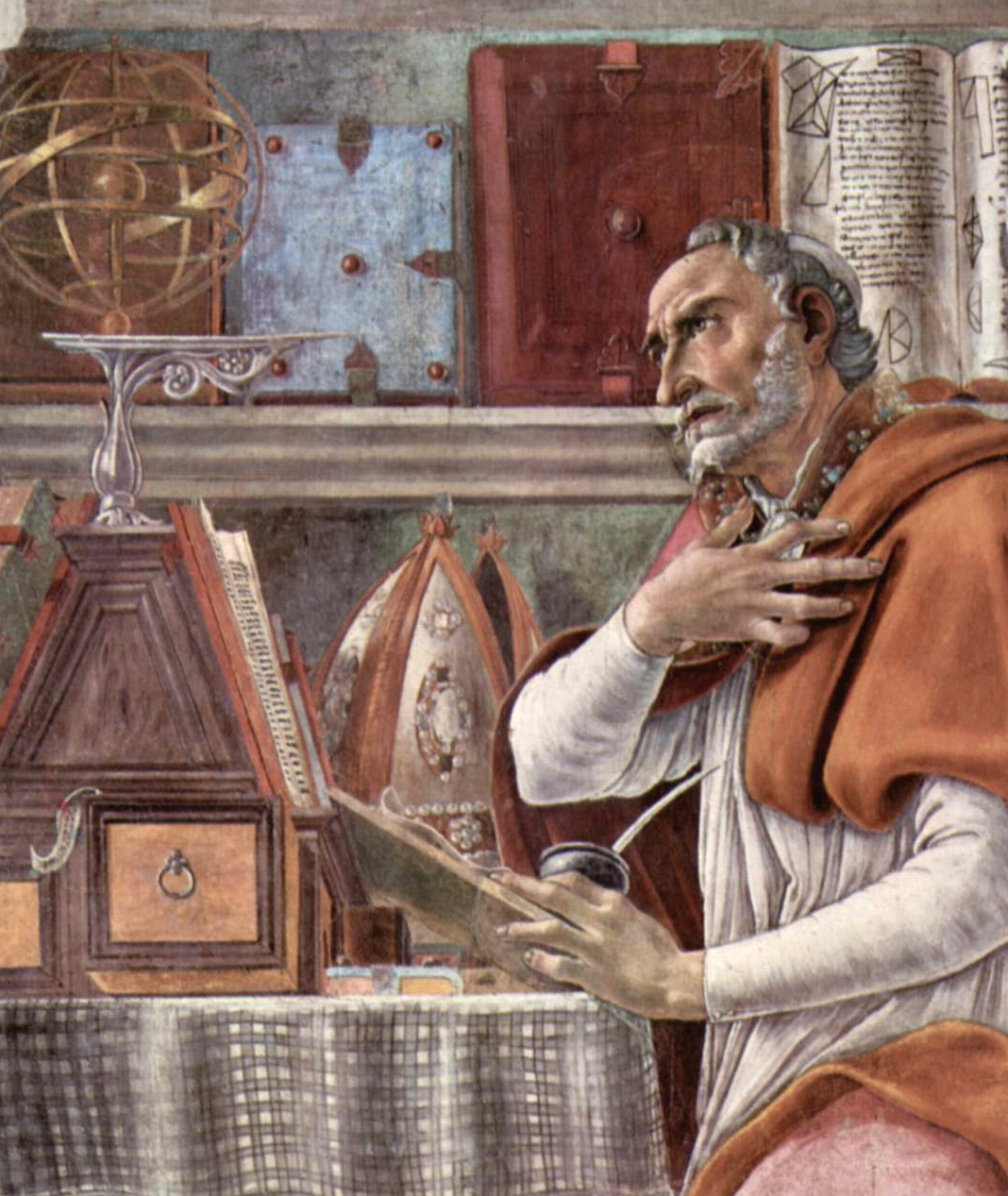
Details of Italian frescos, Ognissanti's Saint Augustine (Botticelli)

De consensu evangelistarum, (Sobre la concordancia de los evangelistas) es una obra de San Agustín de Hipona, de carácter pastoral, datada aproximadamente a principios del siglo V, donde pretende refutar a aquellos que creen ver serias contradicciones internas entre los cuatro libros del evangelio.
El autor sostiene que cronológicamente Mateo fue el primer Evangelio, seguido de Marcos y Lucas y que Juan fue el último. En el libro, Agustín ve las variaciones en los relatos del Evangelio en términos de los diferentes enfoques de los autores sobre Jesús: San Mateo sobre la realeza, San Marcos sobre la humanidad, San Lucas sobre el sacerdocio y San Juan sobre la divinidad.